# Llista d'instituts d'educació secundària de Menorca
| Centre                     | Coordenades | Situació   | Estudis | Fundació | Alumnes | Web | Imatge |
| -------------------------- | ----------- | ---------- | ------- | -------- | ------- | --- | ------ |
| Escola d'Art de Menorca    |             | Maó        |         | 1986     |         |     |        |
| IES Josep Miquel Guàrdia   |             | Alaior     |         | 1989     |         |     |        |
| IES Cap de Llevant         |             | Maó        |         | 1995     |         |     |        |
| IES Pasqual Calbó i Caldés |             | Maó        |         | 1919     |         |     |        |
| IES Joan Ramis i Ramis     |             | Maó        |         | 1855     |         |     |        |
| IES Josep Maria Quadrado   |             | Ciutadella |         |          |         |     |        |
| IES Maria Àngels Cardona   |             | Ciutadella |         | 1988     |         |     |        |
| IES Biel Martí             |             | Ferreries  |         | 1995     |         |     |        |